# Altheim (Ehingen)
Altheim là một đô thị ở huyện Alb-Donau ở bang Baden-Württemberg thuộc nước Đức. Đô thị này có diện tích 7,8km², dân số thời điểm 31 tháng 12 năm 2020 là 636 người.